# سید فیلد
سید فیلد، (۱۹ دسامبر ۱۹۳۵–۱۷ نوامبر ۲۰۱۳)، یکی از نظریه پردازان آمریکایی سینما در حوزهٔ فیلم‌نامه‌نویسی بود. او کتاب‌های گوناگونی دربارهٔ نحوهٔ نگارش فیلمنامه به تحریر درآورده است، و هم‌اکنون فیلم‌نامه‌نویسان زیادی در سراسر دنیا از سرمشق سید فیلد در فیلم‌نامه‌نویسی تبعیت می‌کنند. الگوی سید فیلد هم‌اکنون یکی از رایج‌ترین الگوهای فیلم‌نامه‌نویسی در هالیوود است. سید فیلد پیش از مرگش در دانشگاه جنوب کالیفرنیا در بخش نگارش حرفه‌ای فیلمنامه مشغول به تدریس بود. همچنین او را به عنوان یکی از بهترین فیلمنامه نویسان تاریخ سینمای جهان می‌شناسند

## سرمشق فیلم‌نامه‌نویسی
اصلی‌ترین سرمشقی که سید فیلد پدیدآورده، مربوط به ساختار سه‌پرده‌ای در فیلمنامه است. او یک فیلم ۱۲۰ دقیقه‌ای را به سه بخش به ترتیب ۳۰، ۶۰ و ۳۰ دقیقه‌ای تقسیم می‌کند، و در هر بخش وظایفی را به عهدهٔ فیلم‌نامه‌نویس می‌گذارد؛ مثلاً در ۱۰ دقیقهٔ اول، باید شخصیت‌ها معرفی شوند، و فیلم، تماشاگر را جذب کند. به همین ترتیب نقاط عطف، بحران‌ها، موانع، نقطه اوج، و حل و فصل، هرکدام شیوه و جای به خصوصی در فیلمنامه دارند. مایکل بتی دانشمند آلمانی علوم رسانه‌ای، فیلمساز و متخصص بازی‌های رایانه‌ای، روش فیلد را وارد علوم رسانه‌ای کرد، و به صورت یک تز، برای دانش رسانه‌های دیداری درآورد. سید فیلد سرمشق خود را در فیلمی آموزشی ارائه داده، که برگردان به فارسی آن نیز در اختیار کاربران ایرانی قرار گرفته‌است. در میان بسیاری از علاقه‌مندان و دانشجویان رشته‌های هنر طرفدار دارد، و مورد استقبال می‌باشد.